# The Foot Fist Way
Pour plus de détails, voir Fiche technique et Distribution.
The Foot Fist Way est un film américain réalisé par Jody Hill en 2008.

## Synopsis
Professeur de taekwondo dans une petite ville de Caroline du Nord, Fred Simmons se retrouve dévasté et humilié en découvrant que sa femme le trompe. Il croit pouvoir guérir sa détresse en rencontrant son idole, acteur de films d'arts martiaux.

## Fiche technique
- Direction artistique : Gia Ruiz
- Décors : Randy Gambill
- Costumes : Johnna Lynn Gross
- Photographie : Brian Mandle
- Montage : Zene Baker (en) et Jeff Seibenick
- Musique : The Dynamite Brothers et Pyramid
- Société de distribution : Paramount Vantage
- Budget : 79 000 dollars
- Langue : anglais
- Format : 1,85:1 - 35 mm - Dolby Digital

## Distribution
- Danny R. McBride : Fred Simmons
- Ben Best (en) : Chuck « The Truck » Wallace
- Mary Jane Bostic : Suzie Simmons
- Spencer Moreno : Julio
- Carlos Lopez IV (en) : Henry
- Jody Hill : Mike McAlister

## Autour du film
Sauf indication contraire, les informations mentionnées dans cette section peuvent être confirmées par la base de données cinématographiques IMDb,  présente dans la section « Liens externes ».
D'abord présenté aux festivals de Sundance et de Los Angeles, il est cependant sorti en salles en mai 2008 de façon limitée, avant de sortir en DVD en septembre 2008.